# Obergessenbach
Obergessenbach ist ein Ortsteil der Stadt Osterhofen im niederbayerischen Landkreis Deggendorf.

## Lage
Das Dorf Obergessenbach liegt im Gäuboden am Rande des Forstharter Bergrückens etwa fünf Kilometer südwestlich von Osterhofen an der Staatsstraße 2115. 

## Geschichte
Obergessenbach in der Hofmark Raffelsdorf gehörte in herzoglicher und kurbayerischer Zeit zur Obmannschaft Gessenbach, die im Landgericht Osterhofen gelegen war, aber dem Landgericht Vilshofen unterstand. Seit 1821 war der Ort Teil der in diesem Jahr neu gebildeten Gemeinde Langenamming.
Die Expositur Obergessenbach wurde 1914 durch den Passauer Bischof Sigismund Felix Freiherr von Ow-Felldorf errichtet. Seit 1964 ist sie in den Pfarrverband Altenmarkt eingegliedert.
Obergessenbach kam mit der Gemeinde Langenamming im Zuge der Gebietsreform in Bayern am 1. Januar 1972 zur Stadt Osterhofen.

## Sehenswürdigkeiten
Das eindrucksvollste Bauwerk ist die 1912 von Architekt Johann Baptist Schott erbaute neubarocke Kirche St. Josef.
siehe auch Liste der Baudenkmäler in Osterhofen#Obergessenbach